# Kirkdale House

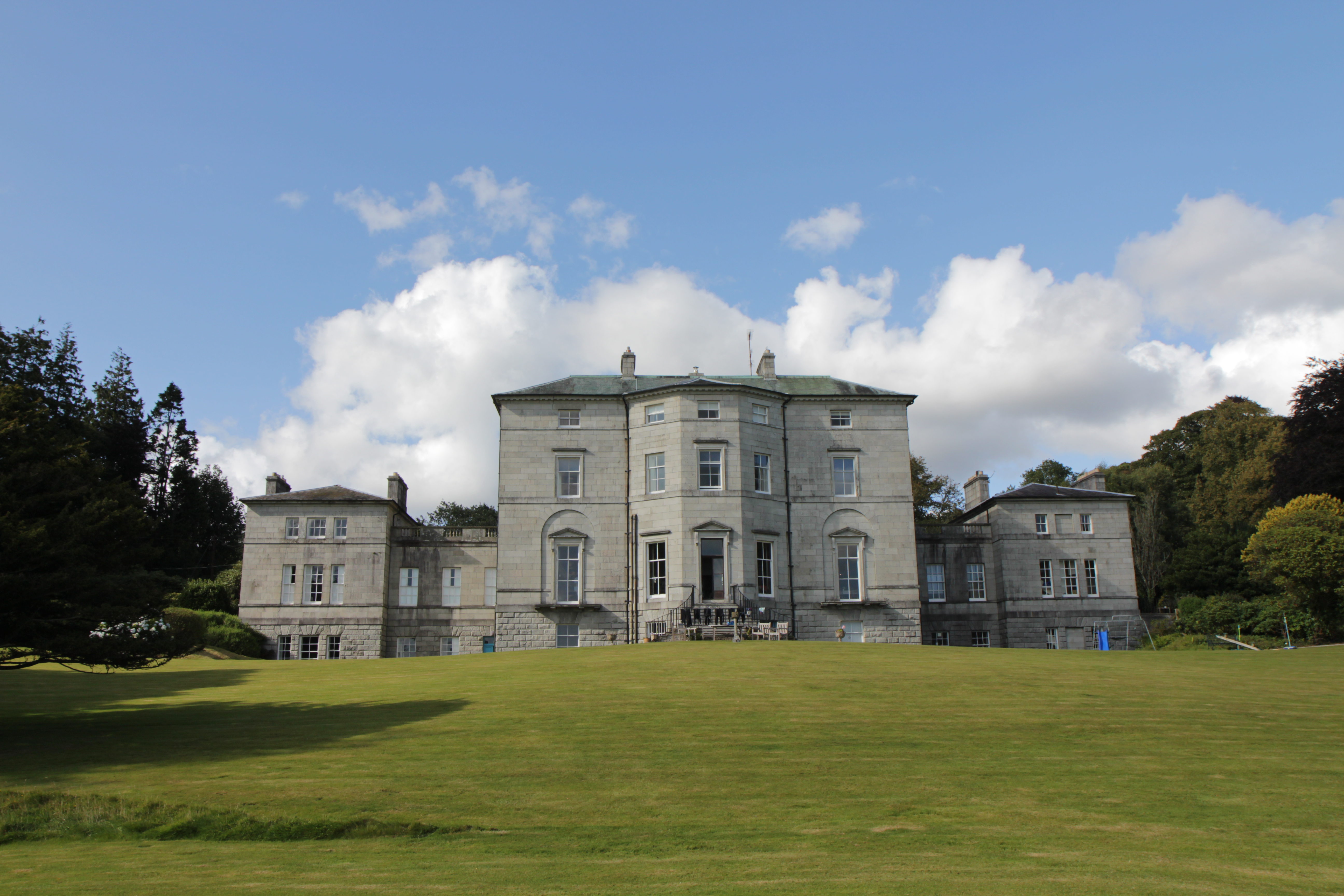
Rückansicht von Kirkdale House

Kirkdale House ist eine Villa nahe der schottischen Ortschaft Carsluith in der Council Area Dumfries and Galloway. 1971 wurde das Bauwerk in die schottischen Denkmallisten in der höchsten Denkmalkategorie A aufgenommen. Die zugehörigen Stallungen sind separat ebenfalls als Kategorie-A-Bauwerk klassifiziert.

## Geschichte
1532 zog die Familie Hannay aus Sorbie kommend auf ihre Ländereien von Kirkdale. Bauherr von Kirkdale House war der Kaufmann, Chemiker und Politiker Samuel Hannay, 3. Baronet. Er beauftragte den schottischen Architekten Robert Adam mit der Planung von Kirkdale House. Die Arbeiten wurden 1788 abgeschlossen. Nach seinem Tod im Dezember 1790 fiel das Anwesen seinem Sohn Samuel Hannay, 4. Baronet, dem letzten der Hannay Baronets zu. 1893 verheerte ein Brand den zentralen Gebäudeteil. Im Zuge des Wiederaufbaus wurden Modernisierungsarbeiten ausgeführt.

## Beschreibung
Das freistehende Gebäude liegt isoliert in einer dünnbesiedelten Region rund drei Kilometer südöstlich von Carsluith nahe der Uferlinie der Wigtown Bay. Die Fassaden des dreistöckigen klassizistischen Bauwerks bestehen aus poliertem Granit mit rustiziertem Sockel. Die nordexponierte Frontseite ist drei Achsen weit. Das Vordach des zentralen Eingangsbereichs ist wuchtig mit dorischen Säulen und Balustrade gestaltet. In den Obergeschossen sind darüber Drillingsfenster eingelassen. Die ebenerdig flankierenden Fenster liegen vertieft in rundbögigen Aussparungen. Gurtgesimse sowie ein Kranzgesims gliedern die Fassaden horizontal. Das Gebäude schließt mit schiefergedeckten Walmdächern.
Zu beiden Seiten schließen sich drei Achsen weite, einstöckige Flügel mit Flachdächern an, die mit zweistöckigen Pavillons enden. Wie auch das Hauptgebäude sind diese mit rustiziertem Sockel sowie Gurt- und Kranzgesimsen gestaltet. Es sind Drillingsfenster verbaut.
Die zentrale Auslucht an der Gebäuderückseite tritt halbhexagonal heraus. Im Erdgeschoss bekrönen Dreiecksgiebel die Fenster, während im ersten Obergeschoss schlichte Gesimse gewählt wurden. Eine gefächerte Treppe mit schlichter Gusseisenbalustrade führt zu der zentralen Türe hinauf. An den Seitenfassaden des Hauptgebäudes finden sich venezianische Fenster. Die Gestaltung der Flügel und Pavillons entspricht jener der Vorderseite.

## Stallungen
Die Stallungen befinden sich rund 400 m nordwestlich der Villa. Sie wurden vermutlich um 1787 ebenfalls nach einem Entwurf Adams errichtet. Die einzelnen Gebäude bilden ein Achteck, das einen zentralen Innenhof umschließt. Dieser ist sowohl durch eine Gebäudelücke im Südosten als auch durch einen mittig durch das südliche Gebäude führenden Torweg zugänglich. Neben Stallungen zählen auch Wagenschuppen und Speichergebäude zu dem Komplex. Er ist funktional aufgebaut mit weiten Rundbogentoren. Das Mauerwerk der zweistöckigen Gebäude besteht aus Bruchstein und ist teilweise verputzt. Die abschließenden Satteldächer sind mit grauem Schiefer oder am Südgebäude mit Asbestplatten eingedeckt. Dieses Gebäude wurde zuletzt als Wohnraum genutzt. Ob es sich dabei um die ursprüngliche Nutzung handelt, ist zweifelhaft, da zumindest die vorhandenen Kamine später eingesetzt erscheinen. Ein Feuer in den späten 1960er Jahren zerstörte den Innenraum dieses Gebäudes. Ein abgesetztes, an das nördliche Gebäude angrenzendes Schlachthaus ist mit Ecksteinen und abgesetzten Gurtgesimsen gestaltet. Stilistisch bildet es ein Bindeglied zwischen den Stallungen und der Kirkdale Bridge.